# قائمة طيور موريتانيا
موريتانيا لديهور مسجلة من 577 نوعًا من الطيور ، واحد منها أدخله الإنسان. و من بينها ، 24 نوعًا مهددة عالميًا. يتبع التصنيف والتسميات في هذه القائمة قائمة كليمنتس المرجعية لطيور العالم ، طبعة 2022. يتم تضمين الأنواع الواردة والعرضية في العدد الإجمالي. لا يتم تصنيف الأنواع المحلية التي تحدث بشكل شائع. الأنواع العرضية نادرة في موريتانيا ، بينما الأنواع المدخلة هي نتيجة للتأثير البشري.
تتضمن القائمة مجموعة متنوعة من الطيور ، مثل النعام والبط والطيور الغينية وطيور النحام والحمام والرمل والحبارى والوقواق.

## النعام
النعامة هي طائر غير قادر على الطيران يعيش في أفريقيا، وهي أكبر نوع من الطيور الحية. تتميز بمظهرها الفريد، فهي تمتلك عنقًا وأرجلًا طويلة، وتتمتع بالقدرة على الجري بسرعات عالية.
- نعامة شائع ، Struthio camelus

## البط والإوز والطيور المائية
البط والإوز والطيور المائية التصنيف: رتبة البطينيات الفصيلة: البطينات
تشمل البطينات البط ومعظم الطيور المائية المشابهة للبط، مثل الإوز والبجع. تتمتع هذه الطيور بتكيف يتيح لها العيش في الماء، حيث تمتلك أرجل مشرشبة ومناقير مسطحة وريش يتمتع بطبقة زيتية تساعدها في تسريح الماء.
1. بط صفار أصهب
2. وزة غراء
3. أبو مشط
4. شهرمان مألوف
5. شرشير مخطط

## طير غينيا
طيور غينيا هي مجموعة من الطيور الأفريقية التي تأكل البذور وتعشش الأرض والتي تشبه الحجل ، ولكن برؤوس بلا ريش وريش رمادي متلألئ.
- دجاج غينيا المخوذ ، نوميدا ميليجريس

## الدراج ، الطيهوج
الدراج هي عائلة من الطيور البرية التي تتكون من السمان ، والثلج ، والفرانكولين ، والطيور ، والطيور ، والطيور ، والطيور ، والطاووس ، وطيور الغاب . بشكل عام ، فهي ممتلئة الجسم (على الرغم من أنها تختلف في الحجم) ولها أجنحة واسعة وقصيرة نسبيًا.
- السمان الشائع ، Coturnix coturnix
- الحجل البربري ، ألكتوريس باربارا
- فرنكولين مزدوج الحافز ، Pternistis bicalcaratus

## طيور الفلامنجو
يعتبر الفلامنجو طائرًا جماعيًا يتميز بقامته الطويلة التي تتراوح عادة بين 3 إلى 5 أقدام (0.9 إلى 1.5 متر)، ويوجد في مناطق مختلفة في الكرة الأرضية، سواء في النصف الشرقي أو الغربي. تعتمد طيور الفلامنجو على استهلاك المحار والطحالب كغذاء لها. تم تطوير منقارها ذو الشكل الفريد بشكل خاص لفصل الوحل والطين عن الطعام الذي تتناوله، ويستخدم هذا النوع من المناقير بطريقة فريدة من نوعها حيث يتم استخدامها بشكل معكوس.
- فلامنغو أكبر ، Phoenicopterus roseus
- النحام القزم الصغرى ، طائر الفينيق الصغير

## غطاسيات
الغطاسيات هي طيور غوص في المياه العذبة صغيرة إلى متوسطة الحجم. لديهم أصابع مفصصة وهم سباحون وغواصون ممتازون. ومع ذلك ، فقد تم وضع أقدامهم بعيدًا عن الجسم ، مما يجعلهم على الأرض صعبًا.
- غطاس صغير ، Tachybaptus ruficollis
- غطاس اسود الرقبة ، Podiceps nigricollis (A)

## الحمامية
الحمامية هي طيور قوية الجسم ذات أعناق قصيرة ومنقار نحيف قصير مع قير سمين.
- حمامة الصخور ، كولومبا ليفيا
- حمامة مرقطة ، كولومبا غينيا
- حمامة الغابة الشائعة ، Columba palumbus (A)
- القمري ، Streptopelia turtur
- الحمامة الأوراسية ، Streptopelia decaocto
- الحمامة الأفريقية ذات الياقات البيضاء ، Streptopelia roseogrisea
- حمامة حزينة ، Streptopelia decipiens
- حمامة حمراء العينين ، Streptopelia semitorquata
- الحمامة الخمري ، Streptopelia vinacea
- فاتخة النخيل ، Streptopelia senegalensis
- الحمامة الخضراء ، Treron Waalia

## قطويات
تتميز القطويات برؤوس وأعناق صغيرة تشبه الحمام ، ولكنها تتمتع بأجسام مضغوطة متينة. لديهم أجنحة طويلة مدببة وذيول في بعض الأحيان ورحلة مباشرة سريعة. أسراب تطير إلى جحور الري عند الفجر والغسق. أرجلهم مغطاة بالريش حتى أصابع القدم.
- القطا الكستنائي البطني ، البتروكليس
- القطا المرقط ، Pterocles senegallus
- قطا المتوج ، Pterocles Coronatus

## الحباري
الحباري هي طيور أرضية كبيرة تعيش بشكل رئيسي في المناطق الجافة والصحراوية في العالم القديم. تتميز بأجسامها المدمجة ورؤوسها وأعناقها الصغيرة مشابهة للحمام، وتسير بثبات على أرجل قوية وأصابع كبيرة، وتقتات أثناء تقدمها. لديها أجنحة طويلة وعريضة مع أطراف تشبه أصابع اليد، وتعرض أنماطًا مذهلة أثناء الطيران.
- الحبارى العربي ، Ardeotis arabs
- الحبارى الافريقي ، Chlamydotis undulata
- الحبارى النوبي ، نيوتيس نوبا

## توراكو
طيور التوراكو وأكلة لسان الحمل و الببغاء الرمادي الأفريقي يشكلون فصيلة آكلات الموز. هم طيور شجرية متوسطة الحجم. يتسم أكلة الطبق والموز بألوان زاهية ، وعادة ما تكون باللون الأزرق أو الأخضر أو الأرجواني. طيور الذهاب بعيدًا هي في الغالب رمادية وبيضاء.
- آكل النبات الرمادي الشجري ، Crinifer piscator

## الوقواق
تشمل عائلة Cuculidae الوقواق وسائقي الطرق واليانسون . هذه الطيور متغيرة الحجم مع أجسام نحيلة وذيل طويل وأرجل قوية. الوقواق في العالم القديم طفيليات حضنة .
- كوكال سنغالي ، Centropus senegalensis
- الوقواق المرقط العظيم ، Clamator glandarius
- الوقواق الراهب ، Clamator jacobinus
- الوقواق الديديريك ، Chrysococcyx caprius
- وقواق كلاس ، Chrysococcyx klaas
- الوقواق الأفريقي Cuculus gularis
- الوقواق الشائع ، كوكولوس كانوروس

## السبد
السبد هي طيور ليلية متوسطة الحجم تعشش عادة على الأرض. لديهم أجنحة طويلة وأرجل قصيرة ومنقار قصير للغاية. معظمها لها أقدام صغيرة. ريشها الناعم مموه.
- سبد حامل الراية ، Caprimulgus longipennis
- السبد الأوراسي ، Caprimulgus europaeus
- السبد المصري ، Caprimulgus aegyptius
- السبد الذهبي ، Caprimulgus eximius (A)
- سبد السهول ، Caprimulgus inornatus

## سمامية
السمامية هي طيور صغيرة تقضي معظم حياتها في الطيران. هذه الطيور لها أرجل قصيرة جدًا ولا تستقر أبدًا طوعًا على الأرض ، بل تجلس بدلاً من ذلك على الأسطح الرأسية فقط. لها أجنحة طويلة مائلة للخلف تشبه الهلال.
- سمامة الصرود ، أبوس ميلبا
- سمامة شائعة ، Apus apus
- سمامو باهتة ، Apus pallidus
- سمامة بيضاء الزمك ، Apus caffer (A)
- سمامة النخيل ، Cypsiurus parvus

## كركيات و التفلقية
التفلقية هي فصيلة كبيرة من الطيور الصغيرة إلى المتوسطة الحجم والتي تشمل التفلقية ، و الغرة . عادة ما يسكنون حول نباتات كثيفة في بيئات رطبة بالقرب من البحيرات والمستنقعات أو الأنهار. عامة هم طيور خجولة وسرية ، مما يجعل من الصعب مراقبتها. تمتلك معظم الأنواع أرجل قوية وأصابع طويلة تتكيف جيدًا مع الأسطح غير المستوية اللينة. تميل إلى أن تكون أجنحة قصيرة مستديرة وتكون ضعيفة.
- مرعة الماء ، Rallus aquaticus (A)
- مرعة الغيط ، كريكس كريكس
- مرعة أفريقي ، Crex egregia (A)
- مرعة مرقط ، بورزانا بورزانا
- دجاجة الماء خضراء الأقدام ، غالينولا كلوروبس
- الغرة الأوراسية ، فوليكا أترا
- سحنون ألين ، بورفيريو ألين
- مرعة سوداء ، Zapornia flavirostris
- مرعة بايلون ، Zapornia pusilla

## الكركي
الكركي هي طيور كبيرة وطويلة العنق وطويلة العنق. إن الكركي تطير بأعناق ممدودة ، ولا تسحب للخلف. معظمها لديه عروض مغازلة معقدة وصاخبة أو بعض رقصات.
- كركي متوج ، Balearica Pavonina
- كركي شائع ، Grus grus (A)

## الكروانات
الركبتان السميكتان عبارة عن مجموعة من رتبة الإفجيجيات. توجد في جميع أنحاء العالم داخل المنطقة الاستوائية ، مع تكاثر بعض الأنواع أيضًا في أوروبا وأستراليا. و لها منقار أسود أو أصفر، وعيون صفراء كبيرة وريش خفي.
- كروان صحرواي ، Burhinus oedicnemus
- كروان سنغالي ، Burhinus senegalensis
- كروان منقط ، Burhinus capensis

## الزقزاق المصري
تم العثور على الزقزاق المصري عبر أفريقيا الاستوائية وعلى طول نهر النيل.
- الزقزاق المصري ، Pluvianus aegyptius

## صائد المحار
صائد المحار عبارة عن طيور تشبه الزقزاق كبيرة الحجم وصاخبة ، ولها فواتير قوية تستخدم لسحق الرخويات المفتوحة أو تسعيرها.
- صائد المحار الأوراسي ، Haematopus ostralegus

## الشنقب
الشنقب المرسومة هي طيور ذات أرجل قصيرة وطويلة المنقار تشبه في شكلها الشنقب الحقيقية ، ولكنها ذات ألوان زاهية أكثر.
- بكاشينة مزوقة ، Rostratula benghalensis

## يقنة
تم العثور عليها في جميع أنحاء المناطق الاستوائية. يمكن التعرف عليهم من خلال أقدامهم ومخالبهم الضخمة التي تمكنهم من المشي على النباتات العائمة في البحيرات الضحلة التي هي موطنهم المفضل.
- يقنة الأفريقية ، Actophilornis africanus

## السمان ذو الأزرار
السمان ذو النقرة في الذقن طيور صغيرة ، رتيبة ، جارية تشبه السمان المعروف.
- سمان الشجر الصغير ، (Turnix sylvatica)
- السمان الزقزاق ، Ortyxelos meiffrenii

## السبريات
لها أرجل قصيرة وأجنحة مدببة طويلة وذيول طويلة متشعبة ، و بعضه لها أرجل طويلة وأجنحة قصيرة وفواتير طويلة مدببة تنحني إلى أسفل.
- طائر جليل ، مؤشر Cursorius
- أبو اليسر مطوق ، Glareola pratincola

## الكركريات
تعد فصيلة الكركريات بشكل عام طيورًا متوسطة إلى كبيرة الحجم ، وعادة ما يكون لها ريش رمادي أو بني ، وغالبًا ما تكون مع علامات بيضاء على الأجنحة. يعششون على الأرض في المناطق المعتدلة والقطبية الشمالية وهم مهاجرون لمسافات طويلة.
- كركر كبير ، Stercorarius skua
- كركر بومارين ، ستركوراريوس بومارينوس
- كرك قطبي ، ستركوراريوس طفيلي
- كركر طويل الذيل ، Stercorarius longicaudus (A)

## الأوك
تشبه الأوك ظاهريًا طيور البطريق نظرًا لألوانها الأبيض والأسود ، إلا أنها لا ترتبط بالبطريق وتختلف في قدرتها على الطيران. يعيش الأوك في البحر المفتوح ، ويأتون عمداً إلى الشاطئ ليعشوا.
- المور الشائع ، اليوريا aalge (A)
- أبو موس ، ألكا توردا (أ)

## الصقور والنسور و الحدأة
البازية هي فصيلة من الطيور الجارحة ، والتي تشمل الصقور والنسور والطائرات الورقية والطيور ونسور العالم القديم . تحتوي هذه الطيور على مناقير معقوفة قوية لتمزيق اللحم من فرائسها وأرجلها القوية ومخالبها القوية وبصرها الشديد.
- حدأة سوداء الجناح
- حدأة إفريقية خطافية الذيل
- نسر-مرزة الأفريقية
- رخمة النسر المصري
- حوام النحل الأوربي
- ملكة العقبان الإسبانية
- عقاب ذهبية
- العقاب السوداء الأفريقية
- عقاب بونلي
- عقاب-نسر افريقي
- نسر أبيض الرأس
- باز منشد داكن
- باز جبار
- نسر أسود أوراسي
- حوام الجندب
- نسر أذون
- مرزة المستنقعات الغربية
- نسر مقنبع
- مرزة الدجاج

## بومة الحظيرة
بومة الحظيرة هي بومة متوسطة إلى كبيرة ذات رؤوس كبيرة ووجوه مميزة على شكل قلب. لديهم سيقان طويلة قوية مع مخالب قوية. يوجد 16 نوعًا في جميع أنحاء العالم ونوع واحد يحدث في موريتانيا.
- هامة ، تيتو ألبا

## البوم
البوم الحقيقي صغير إلى كبير من الطيور الجارحة الليلية. لديهم عيون وأذنان كبيرتان موجهتان للأمام ، ومنقار يشبه الصقر ودائرة واضحة من الريش حول كل عين تسمى قرص الوجه.
- البومة الأوراسية ، مجارف Otus
- البومة الأفريقية ، Otus senegalensis
- بومة شمالية بيضاء الوجه ، Ptilopsis leucotis
- بومة فرعونة ، بوبو أسكالافوس
- بومة النسر الرمادي ، بوبو سينيراسينس
- بومة فيرو ، بوبو لاكتوس
- البومة المرقطة باللؤلؤ ، Glaucidium perlatum
- بومة أم قويق ، أثينا noctua
- بومة صمعاء ، Asio flammeus

## أبوقير
أبوقير هي مجموعة من الطيور التي يكون منقارها على شكل قرن بقرة. في كثير من الأحيان ، تكون ذات ألوان زاهية.
- أبو معلول ، Lophoceros nasutus

## شقراقيات
الشقراقيات هي طيور متوسطة الحجم برؤوس كبيرة ، ومنقار طويل مدبب ، وأرجل قصيرة وذيول قصيرة.
- قرلي مألوف ، Alcedo atthis
- صياد سمك غابي ، Halcyon senegalensis
- صياد السمك أزرق الصدر ، Halcyon malimbica (A)
- صياد سمك المخطط ، Halcyon chelicuti
- صياد السمك الأبقع ، Ceryle rudis

## الوروار
توجد معظم الأنواع في إفريقيا ولكن توجد أنواع أخرى في جنوب أوروبا ومدغشقر وأستراليا وغينيا الجديدة. تتميز بالريش الغني بالألوان ، والأجسام النحيلة وعادة ما يكون ريش الذيل المركزي ممدودًا. كلها ملونة ولها منقار طويلة مقلوبة وأجنحة مدببة ، مما يمنحها مظهرًا يشبه السنونو عند رؤيتها من بعيد.
- وروار أحمر الحنجرة ، ميروبس بولوكي
- ورار صغير ، Merops pusillus
- وروار سنوني الذيل ، Merops hirundineus (A)
- وروار ابيض الحنجرة ، Merops albicollis
- الوروار الأفريقي ، Merops viridissimus
- الوروار زرقاء الخدود ، Merops persicus
- وراور أوروبي ، Merops apiaster
- الوروار القرمزي ، Merops nubicus

## البربيت الأفريقي
البربيتات الأفريقية هي طيور ممتلئة الجسم ، مع أعناق قصيرة ورؤوس كبيرة. . معظم الأنواع ذات ألوان زاهية.
- بربيت أصفر الوجه ، Pogoniulus chrysoconus
- بربيت ، Lybius vieilloti
- بربيت لحوي ، ليبيوس دوبيوس

## نقار الخشب
نقار الخشب هي طيور صغيرة إلى متوسطة الحجم ذات مناقير تشبه الإزميل وأرجل قصيرة وذيول صلبة وألسنة طويلة تستخدم لالتقاط الحشرات. بعض الأنواع لها أقدام بإصبعين يتجهان إلى الأمام واثنان للخلف ، في حين أن العديد من الأنواع لها ثلاثة أصابع فقط. لدى العديد من نقار الخشب عادة النقر على جذوع الأشجار بمناقيرها.
- لواء الأوراسي ، جينكس توركويلا
- نقار الخشب الرمادي الصغير ، Chloropicus elachus
- نقار الخشب الكاردينال ، Chloropicus fuscescens
- نقار الخشب البني الظهر ، Chloropicus obsoletus
- نقار الخشب الأفريقي الرمادي ، Chloropicus goertae
- نقار الخشب ذو الذيل الذهبي ، Campethera abingoni

## الصقرية
الصقريةهي فصيلة من الطيور الجارحة النهارية. يختلفون عن العقاب والنسور و الحدأة في أنهم يقتلون بمناقيرهم بدلاً من مخالبهم.
- العويسق ، فالكو نوماني
- صقر الشرق ، Falco chicquera
- الصقر أحمر القدمين ، Falco vespertinus
- صقر أسحم Falco eleonorae (A)
- يؤيؤ ، فالكو كولومباريوس (أ)
- شويهين أوراسية ، Falco subbuteo
- الشويهين الأفريقية ، Falco cuvierii
- صقر وكري ، Falco biarmicus
- الصقر الغزال ، Falco cherrug
- صقر الشاهين ، Falco peregrinus

## خطاف الذباب السلطاني
خطاف الذباب السلطاني هو فصيلة طيور من رتبة الجواثم، وتضم الفصيلة أكثر من 100 طائر، تشمل صرديات مِنْسريّة وخطاف الذباب الفردوسي والقبريات العقعقية. تترواح بين الصغر الى متوسطة الحجم تصطاد عن طريق اصطياد الذباب.
- خاطف الذباب الأفريقي الفردوسي ، Terpsiphone viridis

## الغرابيات
تشمل فصيلة الغرابيات الغربان ، و القيق ، و الزمت ، العقعق وعقعق الشجر ، وكسارات البندق ، الأورق . الغرابيات هي أعلى من المتوسط في الحجم ، وبعض الأنواع الأكبر تظهر مستويات عالية من الذكاء.
- العقعق المغاربي ، بيكا موريتانيكا
- بيابياك ، Ptilostomus afer
- زاغ زرعي ، Corvus monedula (A)
- زاغ أبقع ، كورفوس ألبوس
- غراب أحيمر العنق ، Corvus ruficollis

## هازجية
. معظمها لونه بني زيتوني عادي في الاعلى مع الكثير من الأصفر إلى البيج في الأسفل. توجد عادة في الغابات المفتوحة أو القصب أو العشب الطويل. تتواجد الفصيلة في الغالب في جنوب وغرب أوراسيا والمناطق المحيطة بها ، ولكنها تمتد أيضًا إلى مناطق بعيدة في المحيط الهادئ ، مع وجود بعض الأنواع في إفريقيا.
- خنشع الزيتون ، إيدونا باليدا
- خنشع الزيتون الغربي ، إيدونا أوباكا
- خنشع ثرثار ، Hippolais polyglotta
- خنشع الصفصاف ، Hippolais icterina (A)
- هازجة الماء ، Acrocephalus paludicola
- هازجة السعد ، Acrocephalus schoenobaenus
- هازجة البطائح ، Acrocephalus palustris (A)
- هازجة الغاب ، Acrocephalus scirpaceus
- هازجة الغاب الكبيرة ، Acrocephalus arundinaceus

## الدخيليات
فصيلة الدخيليات هي مجموعة من الطيور الجاسرية الصغيرة آكلة الحشرات. تظهر بشكل أساسي في أوروبا وآسيا ، وبدرجة أقل في إفريقيا. معظمها غير مميز بشكل عام ، لكن العديد منها لها أصوات مميزة.
- ابو قلنسوة ، سيلفيا أتريكابيلا
- قرقفنة ، سيلفيا بورين
- دخلة ثرثارة ، Curruca curuca
- دخلة البساتين ، Curruca hortensis
- دخلة الصحراء الأفريقية ، Curruca Deserti
- هازجة رأساء ، Curruca melanocephala
- دخلة الصرود ، كانتيلان Curruca
- دخلة شائعة ، Curruca communis
- الدخلة أم نظارة ، Curruca conspicillata (A)

## أنظر أيضا
- قائمة الطيور
- قوائم الطيور حسب المنطقة

## روابط خارجية
- طيور موريتانيا - المعهد العالمي للمحافظة على البيئة